# Valunska ploča
Valunska ploča je dvojezični (starohrvatski i latinski) i dvografijski natpis (glagoljica i latinica) s nadgrobne ploče pronađen na groblju u Valunu na otoku Cresu. 
Na njoj je dvama jezicima i dvama pismima (oblom glagoljicom i karolinom) zabilježeno da pod pločom počivaju pokojnici triju generacija jedne valunske obitelji 11. st.; baka, njezin sin i unuk (zvali su se Teha, Bratohna i Juna). Valunska ploča je danas ugrađena u zid crkve sv. Marije u Valunu. Valunska ploča jedan je od najstarijih hrvatskih epigrafskih spomenika Uz Plominski natpis i Krčki natpis koji su također iz 11. stoljeća, ubrajamo ju u najstarije spomenike hrvatskoga jezika (sadrže pokoji trag staroslavenskog).

## Poveznice
- Valun
- Bašćanska ploča
- Glagoljica